# Dziecinów (Powiat Kozienicki)
Dziecinów är en by i centrala Polen, belägen 55 kilometer om Warszawa. Den ligger i Masovien.
Dziecinów har ca 100 invånare (2007).